# Donkosackernas land
Donkosackernas land (ryska: Область Войска Донского, Oblast Vojska Donskogo) var ett oblast i Sydryssland, 1786–1920.
Det var beläget nordöst om Azovska sjön och hade en yta på 164 093 km2. 2 564 238 invånare (1897), därav 34 855 tyskar, 27 234 armenier, omkring 16 000 judar och 32 283 lamaitiska kalmucker; 40 procent var kosacker. Oblastet genomflöts av Don, på vars vänstra strand en stor stäpp (Zadonskaja stepj, "Stäppen på andra sidan Don") utbredde sig, som i sydöst övergick i den öde och ofruktbara aral-kaspiska saltstäppen och var lämplig endast för boskapsskötsel. I norra och mellersta delen var åkerbruk huvudnäringen, även om det inte stod högt.
Inalles var (enligt en uppgift från 1881) 45 procent av området åker, 42,2 procent betesmarker, 2,4 procent skogsdungar och 10,4 procent varjehanda och improduktivt land. Mest odlades vete, därnäst råg samt i kretsen Taganrog tobak, varförutom vinodling och trädgårdsskötsel förekom. Kreatursstocken var 1890 532 700 hästar, 1,9 miljoner nötkreatur, 3 miljoner får och getter, 384 800 svin och 1 126 kameler. I Dons mynningsområde och i Azovska sjön idkades ett givande fiske. Bergsbruket var betydligt i den västligaste delen, som var en del av Donetsbäckenet.
Administrativt lydde området under ryska krigsministeriet och delades i 9 distrikt (otdjely). Huvudstad är Novotjerkassk, där områdets chef (nakaznij ataman) hade sitt residens.

## Källa
Den här artikeln är helt eller delvis baserad på material från Nordisk familjebok, Donska kosackernas land, 1904–1926.